# ويليام إتش ساج
ويليام إتش ساج (بالإنجليزية: William H. Sage)‏ هو عسكري أمريكي، ولد في 6 أبريل 1859 في نيويورك في الولايات المتحدة، وتوفي في 3 يونيو 1922 في أوماها في الولايات المتحدة.